# 傑森·戴伊
傑森·戴伊（1987年11月12日—），澳洲籍職業高爾夫球手及PGA巡回赛參賽者，曾經於男子高爾夫世界排名位列第一。戴伊的父親是愛爾蘭裔澳洲人，母親是菲律賓人。